# Bythinella charpentieri
Bythinella charpentieri е вид коремоного от семейство Hydrobiidae. Видът не е застрашен от изчезване.

## Разпространение и местообитание
Разпространен е в Гърция.
Обитава сладководни басейни, морета и потоци.